# Albert Sprengel

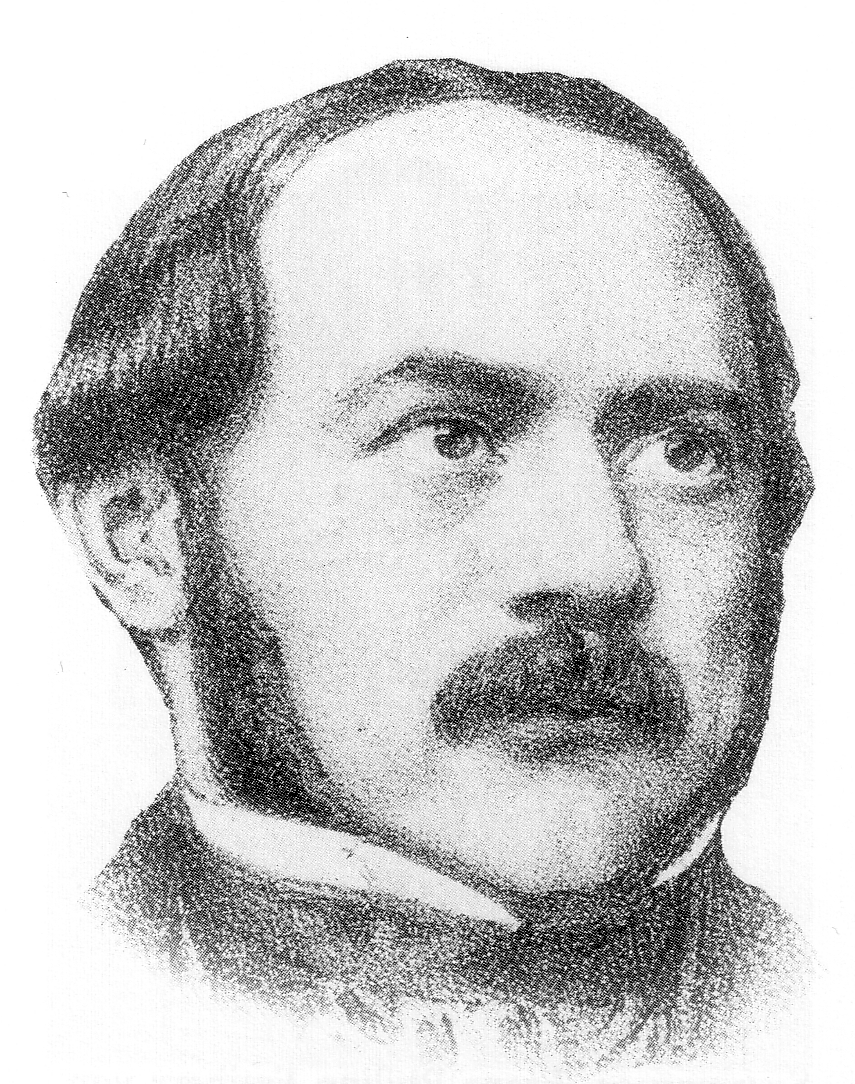
Albert Sprengel

Anton Johann Friedrich Albert Sprengel, auch Albert Johann Friedrich Anton Sprengel (* 22. Januar 1811 in Rostock; † 28. August 1854 in Waren) war ein deutscher Richter in Mecklenburg. Er wurde in die Paulskirche entsandt.

## Leben
Albert Sprengel wurde als Sohn des Rostocker Kaufmanns Albert Georg Sprengel und dessen Frau Ilsabe, geb. Amerpohl, geboren. Er studierte an der Universität Rostock, der Georg-August-Universität Göttingen und der Ruprecht-Karls-Universität Heidelberg Rechtswissenschaft.  1832 wurde er zum Dr. iur. promoviert. Er war Mitglied der Corps Vandalia Göttingen, Vandalia Rostock und Guestphalia Heidelberg. Zu seinem studentischen Umfeld in Heidelberg gehörten der spätere 1848er Revolutionär Friedrich Hecker, der Rechtshistoriker Karl Eduard Zachariae von Lingenthal und der Shakespeareforscher Gisbert von Vincke. 1841 war Sprengel als Rechtsanwalt in Rostock tätig. Im selben Jahr wurde er zum Stadtrichter in Waren berufen. In Waren gründete er mit seiner Frau Marie Sprengel geb. Zeuner die „Bürgerdynastie“, aus der seine Tochter Auguste Sprengel als Pädagogin und Frauenrechtlerin und der Chirurg Otto Sprengel hervorgingen.
Sprengel wurde für den 7. Wahlkreis (Waren) von Mecklenburg-Schwerin in die Frankfurter Nationalversammlung gewählt, der er vom 18. Mai 1848 bis zum 24. Mai 1849 angehörte. Als Mitglied des Augsburger Hofs vertrat er das linke Centrum. Er gehörte ab dem 18. Mai 1848 dem „Volkswirtschaftlichen Ausschuss“ und ab dem 5. Oktober 1848 dem Ausschuss für die Untersuchung gegen Robert Blum an. Vom 18. April bis zum 24. Mai 1849, in der schwierigen letzten Phase der Nationalversammlung, war er Schriftführer des Hohen Hauses und damit mitverantwortlich für die Herausgabe der Stenographischen Berichte, die heute eine grundlegende Quelle für die historische Forschung darstellen. Albert Sprengel beteiligte sich mit zahlreichen kurzen Wortmeldungen, insbesondere an der Diskussion der Grundrechte des deutschen Volkes im Herbst 1848. Er galt als schlagfertiger Zwischenrufer und setzte seine richterlichen Erfahrungen auch als Abgeordneter wirksam ein. 1850 war er Mitglied des Erfurter Unionsparlaments. Er starb mit 43 Jahren im Warener Richteramt.